# Castell de Montdony
El Castell de Montdony fou el castell medieval d'estil romànic del poble de Montalbà dels Banys, del terme comunal dels Banys d'Arles i Palaldà, a la comarca del Vallespir, Catalunya del Nord.
Està situat dalt d'un turó situat a prop i al sud del poble de Montalbà, a 90 metres d'altitud per damunt del poble.
El primer document que parla d'aquest castell és del 1020, en el testament de Bernat I Tallaferro, comte de Besalú: castello qui dicunt Monte Donno. En aquell moment, juntament amb el de Castellnou, era considerat el castell més important del Vallespir, i posseïa la capella de Sant Salvador, del tot desapareguda. El castell continua profusament documentat fins al segle xiii, quan pràcticament desapareix dels documents. El Castell de Montalbà, pel que sembla, el va substituir.
Les restes conservades mostren una planta pràcticament rectangular, de 7 per 4,5 metres, amb gruixos de murs fins a 70 cm. Aquestes restes semblen les d'una casa forta, més que no pas una torre o un castell. No s'hi han trobat restes de l'església de Sant Salvador.
Dalt d'un turó més enlairat i més al sud d'aquest castell hi ha la Torre de Montdony, també medieval.